# Chã Preta
Chã Preta là một đô thị ở bang Alagoas, Brasil. Dân số năm 2004 ước tính là 7.536 người.